# Johannes Sluijmer
Johannes Hermanus Sluijmer (Enschede, 11 september 1894 – aldaar, 6 april 1979) was een Nederlands architect.
Hij ontwierp voornamelijk kerkgebouwen in de provincies Gelderland en Overijssel. Hij is bij diverse andere architecten in de leer geweest, onder wie Wolter te Riele. In 1919 startte Sluijmer zijn eigen bureau en zijn ontwerpen waren voornamelijk traditioneel, met soms elementen van expressionistische architectuur. Zijn zoon Hans Sluijmer nam zijn werk later over.

## Religieuze werken
- Sint-Antoniuskerk (Zwartemeer);
- Sint-Isidoruskerk (St. Isidorushoeve);
- Sint Ludgeruskerk (Dronten), ingewijd in 1964, gesloopt in 1999;
- Christoffelkerk (Almelo), ingewijd 1959, gesloopt 2008;
- Sint-Marcellinuskerk (Boekelo);
- Sint-Mauritiuskerk (Silvolde);
- Sint-Jozefkerk (Zwolle);
- Jacobuskerk (Enschede), samen met Hendrik Willem Valk;
- HH. Bonifatius en Gezellenkerk (Haaksbergen);
- Nieuwe Mattheüskerk (Eibergen);
- Sint-Martinuskerk (Megchelen);
- Sint-Blasiuskerk (Beckum);
- Sint Willibrorduskerk (Ruurlo), zijbeuken;
- Onze Lieve Vrouwe Van Altijddurende Bijstandkerk (Enschede);
- Onze Lieve Vrouwe Maria Presentatie (Buurse);
- Sint-Petrus'-Bandenkerk (Rijsenburg), uitbreiding;
- Donatuskerk (Bemmel);
- Sint-Martinuskerk (Gendt);
- Onze Lieve Vrouwe van Fatimakerk (De Belt);
- Onze Lieve Vrouwe van Altijddurende Bijstand (Herfte);
- Sint-Antonius van Paduakerk (Vragender), renovatie;
- H. Paulus met priorij Congregatie van Sint-Jan (Enschede);
- Sint-Ceciliakerk (Neede).

## Overige werken
- Textielvilla Minkmaatstraat 274 in Enschede.
- Blok van vier huizen aan de Boddenkampsingel (nummers 132-138) in Enschede.[1]
- Vrijstaande woning aan de Boddenkampsingel 128 in Enschede.

- International Standard Name Identifier: 0000 0003 9693 5996
- Nederlandse Thesaurus van Auteursnamen: 273428721
- RKD-Nederlands Instituut voor Kunstgeschiedenis: 297908
- Virtual International Authority File: 292007414